# Mazda
Mazda Motor Corporation (jap. マツダ株式会社, Matsuda Kabushiki-gaisha) – japoński producent samochodów osobowych mający swą siedzibę w mieście Hiroszima. Koncern został założony w 1920 roku przez Jujiro Matsudę.

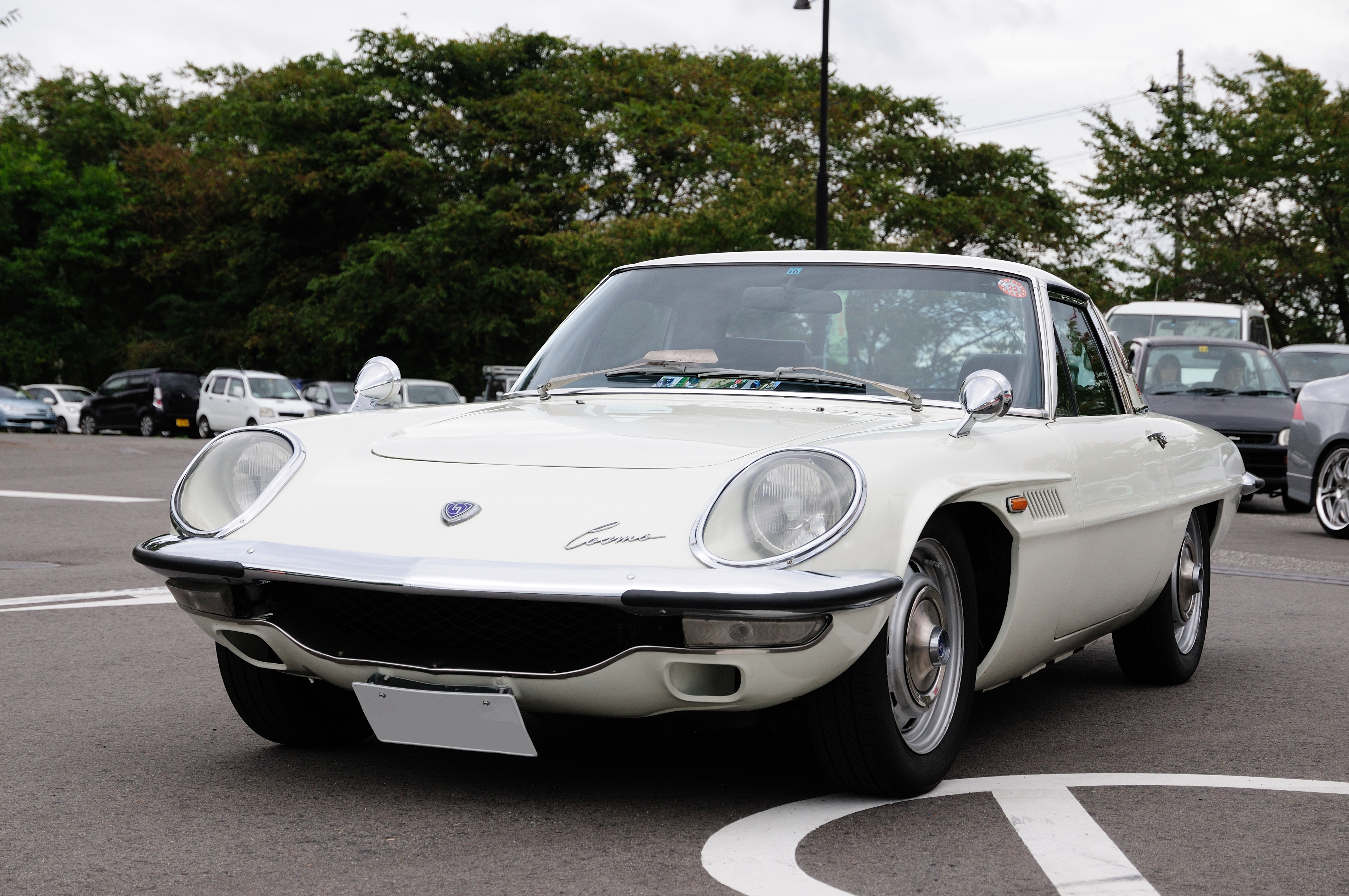
Mazda Cosmo I

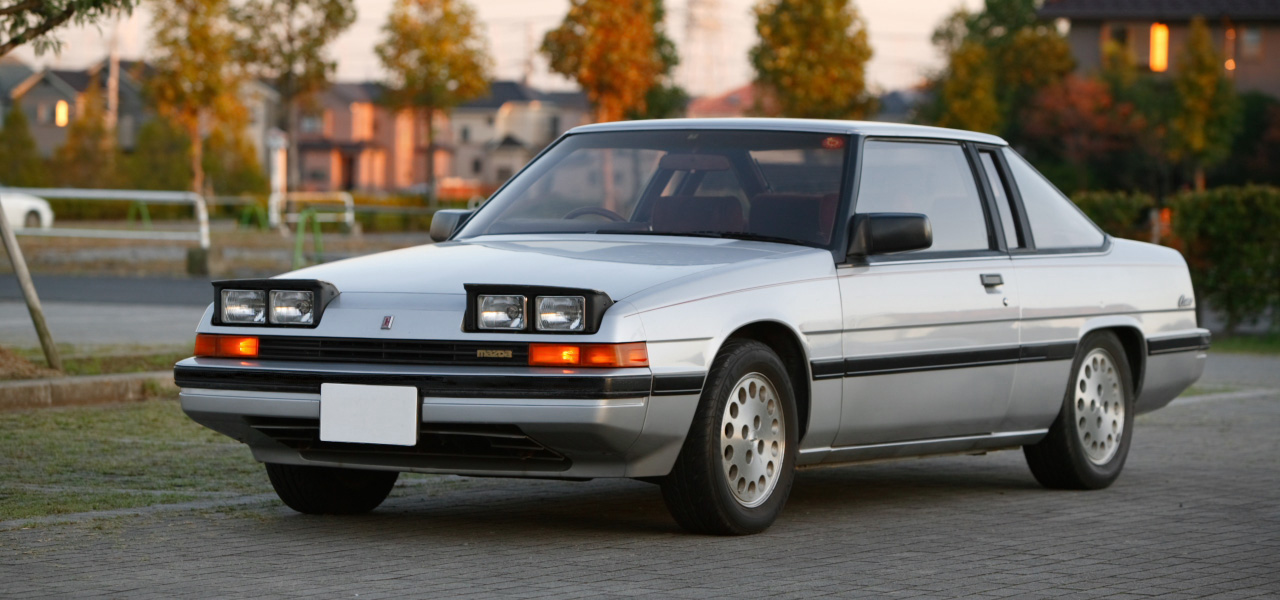
Mazda Cosmo III

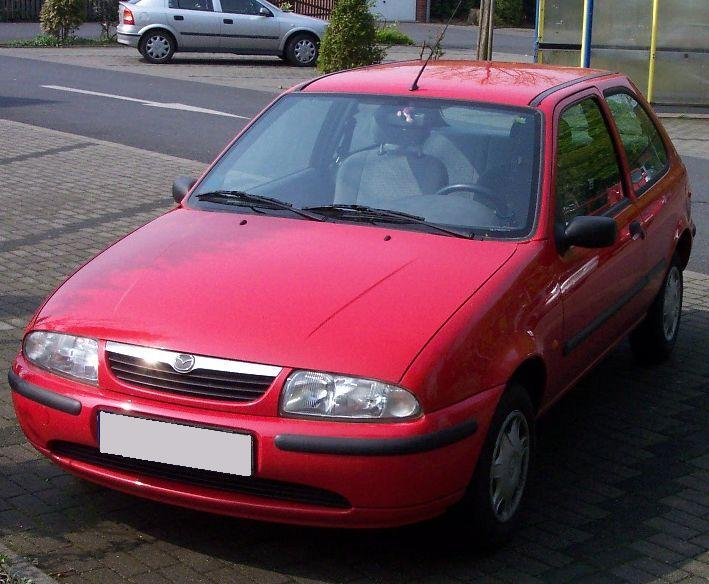
Mazda 121

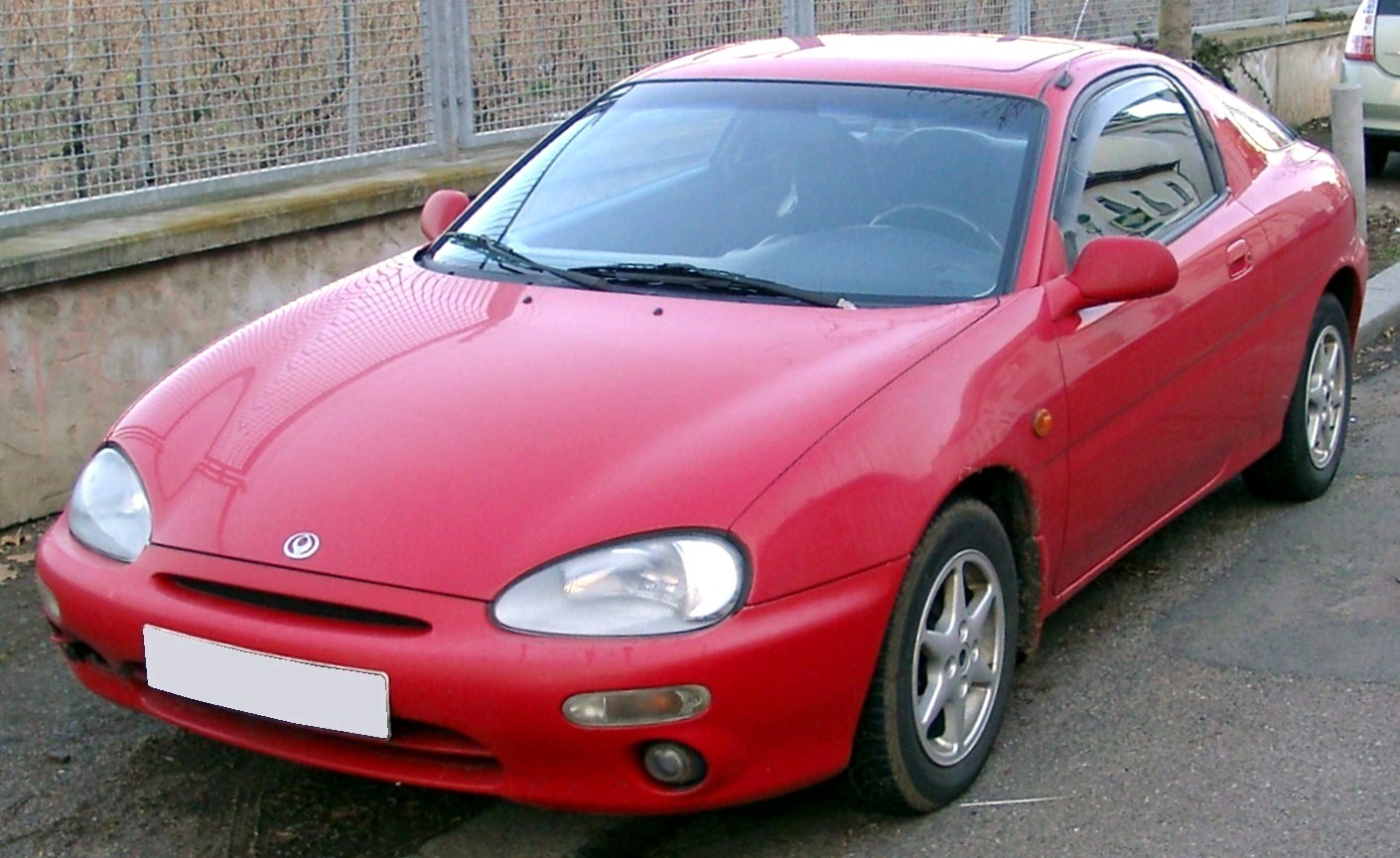
Mazda MX-3

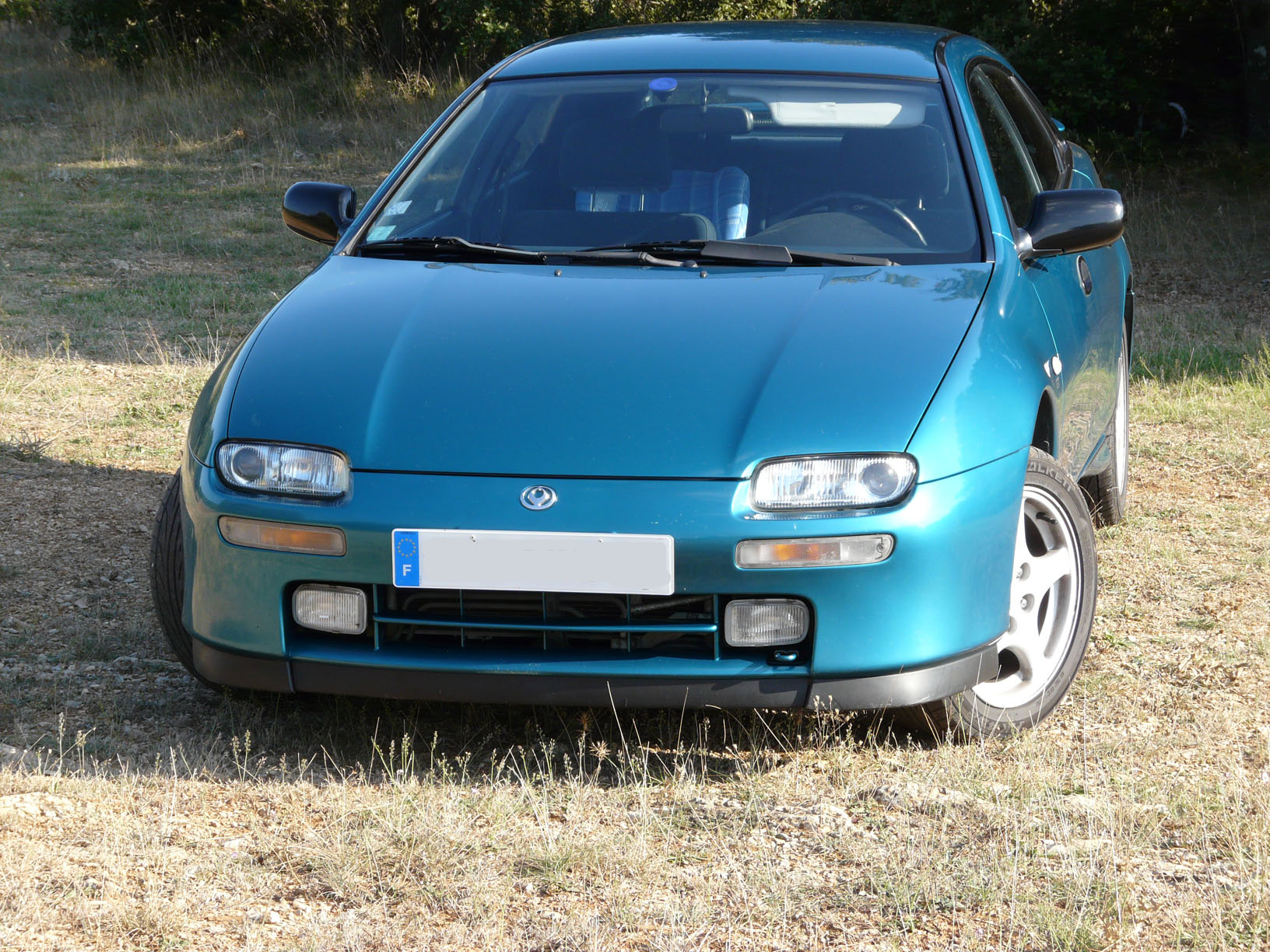
Mazda 323F

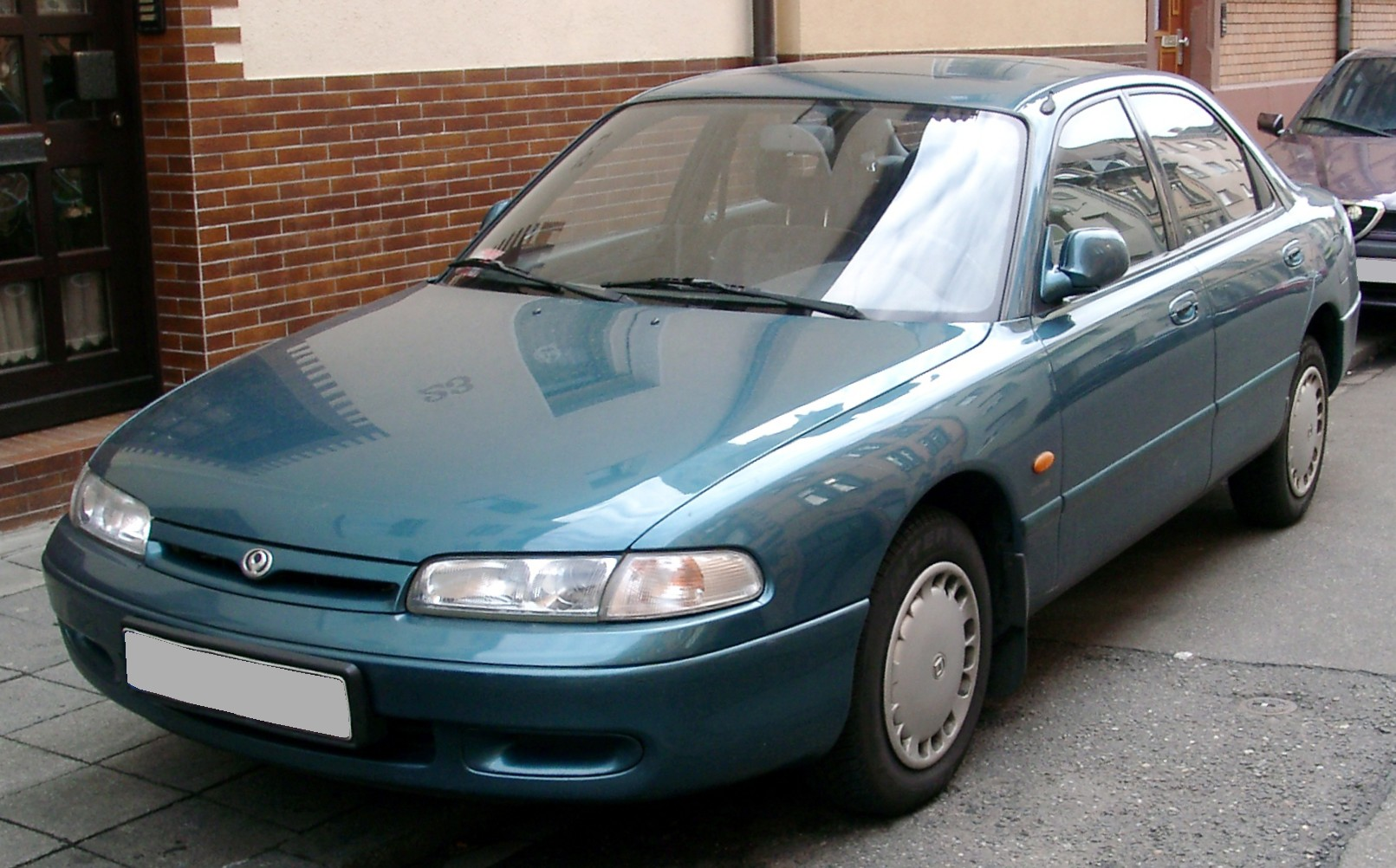
Mazda 626

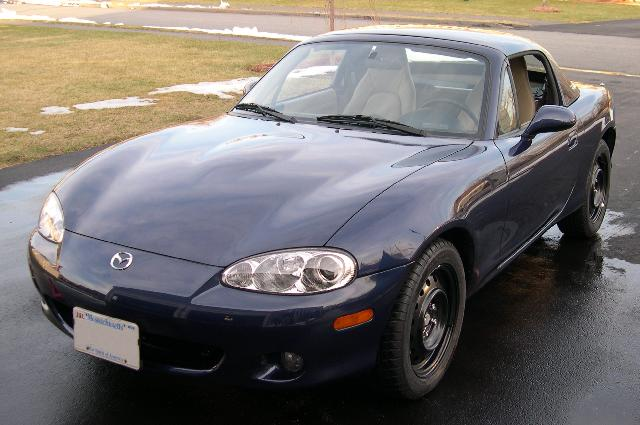
Mazda MX-5 II

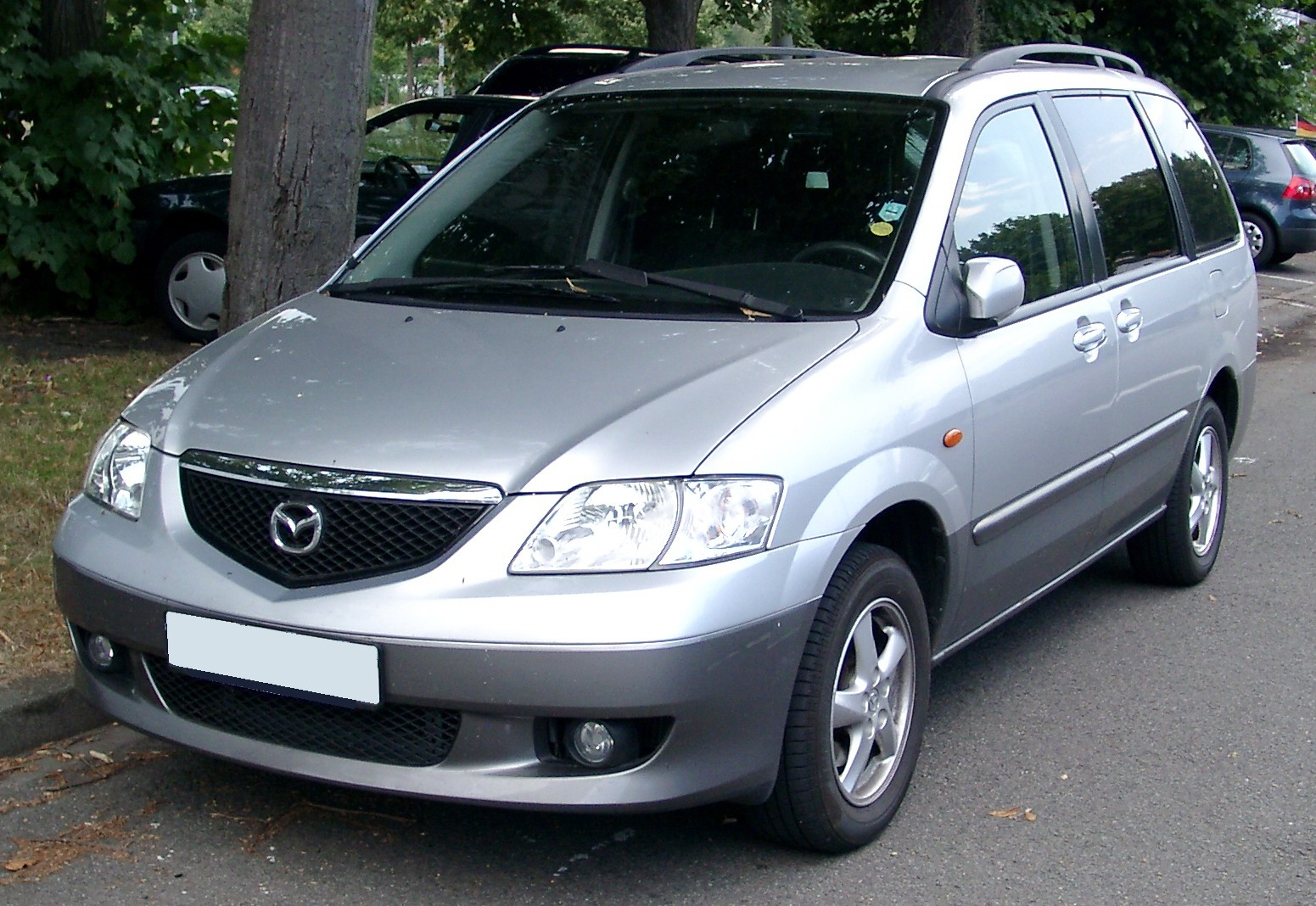
Mazda MPV

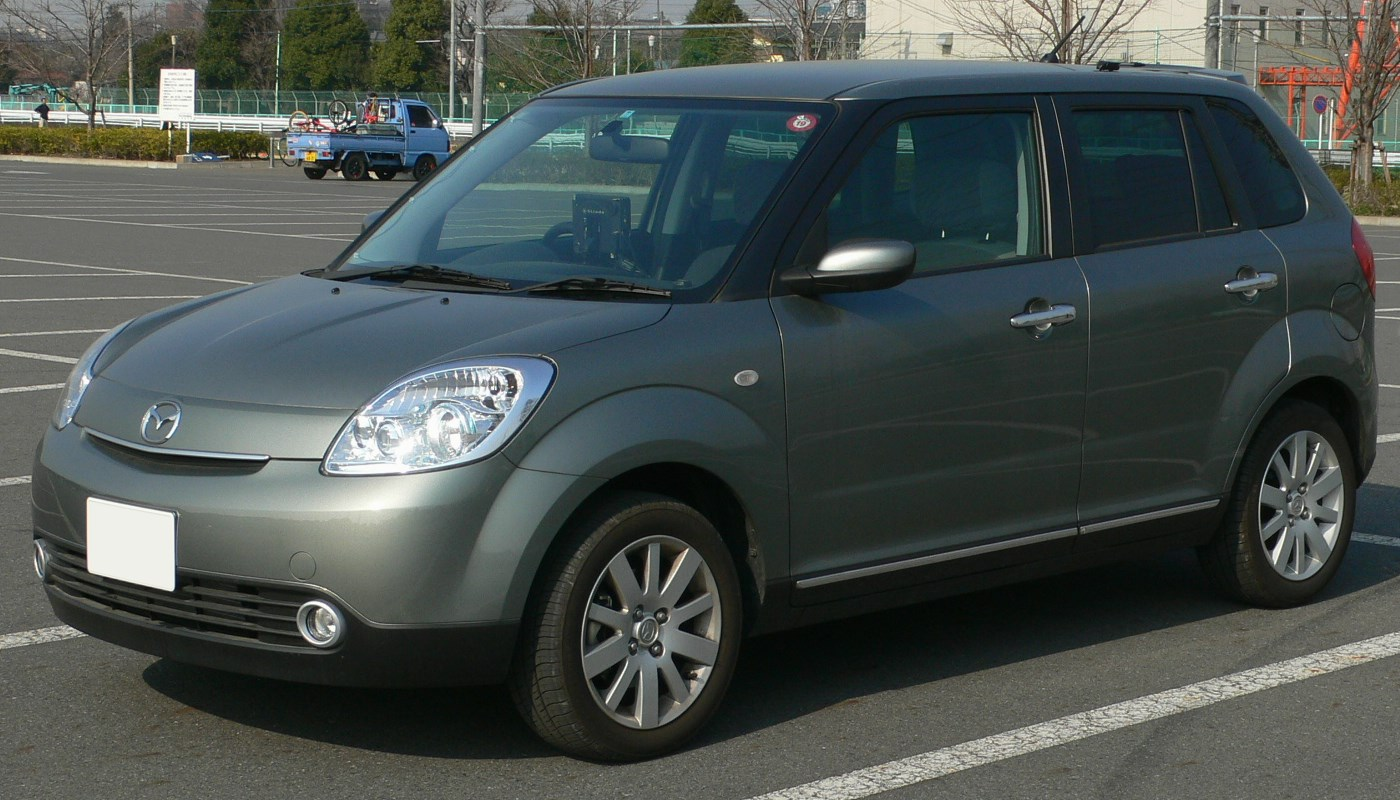
Mazda Verisa

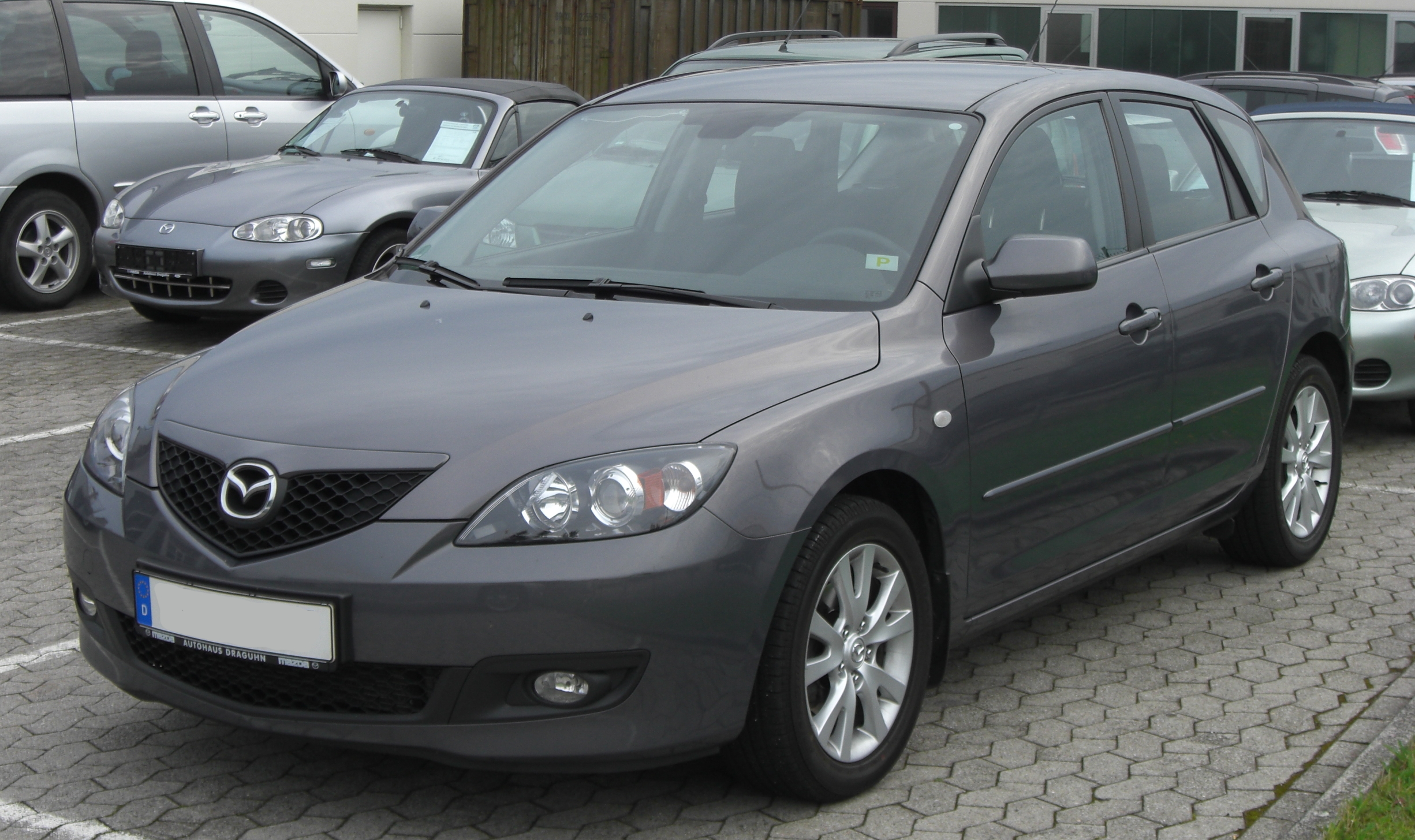
Mazda 3

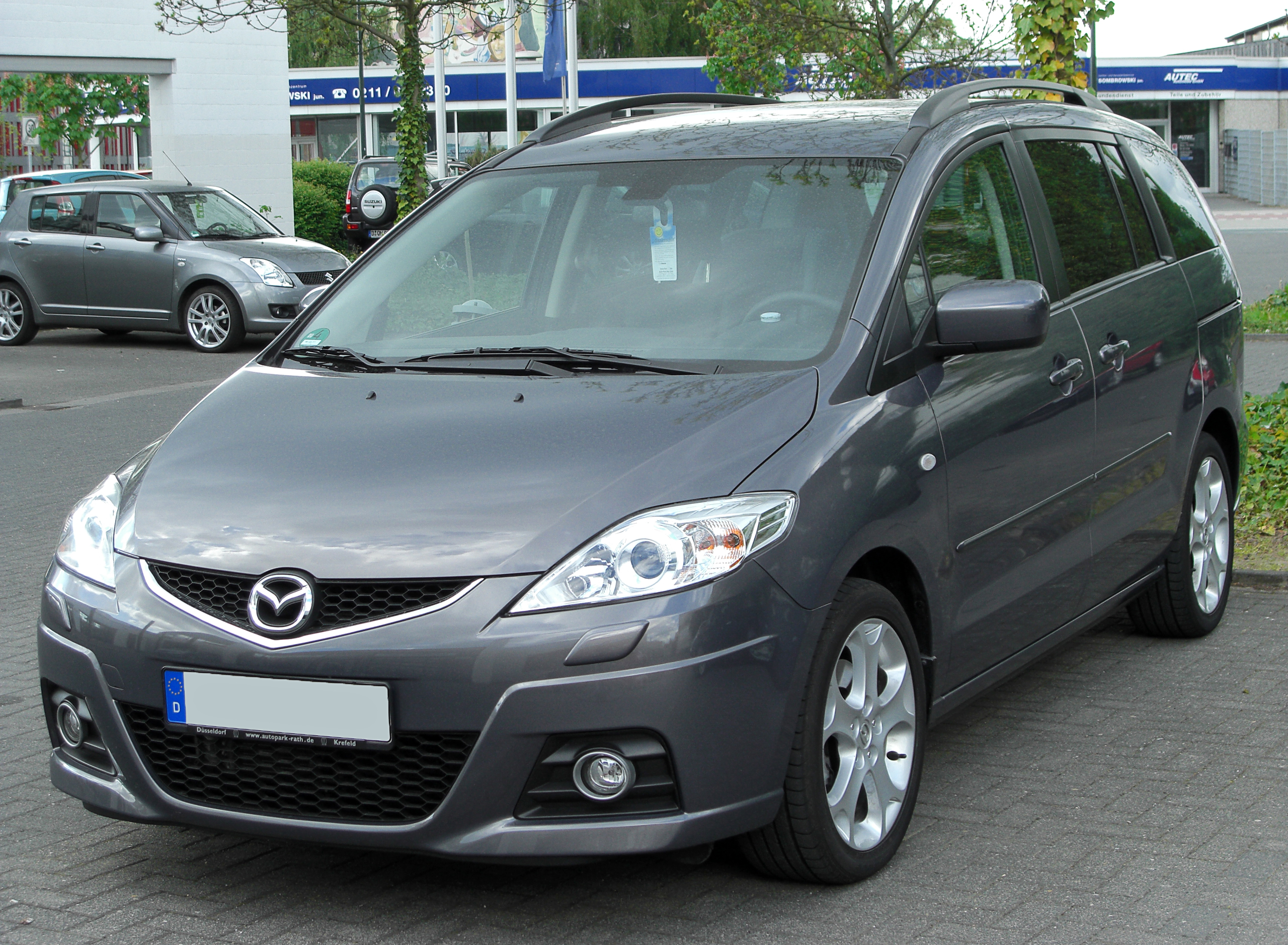
Mazda 5

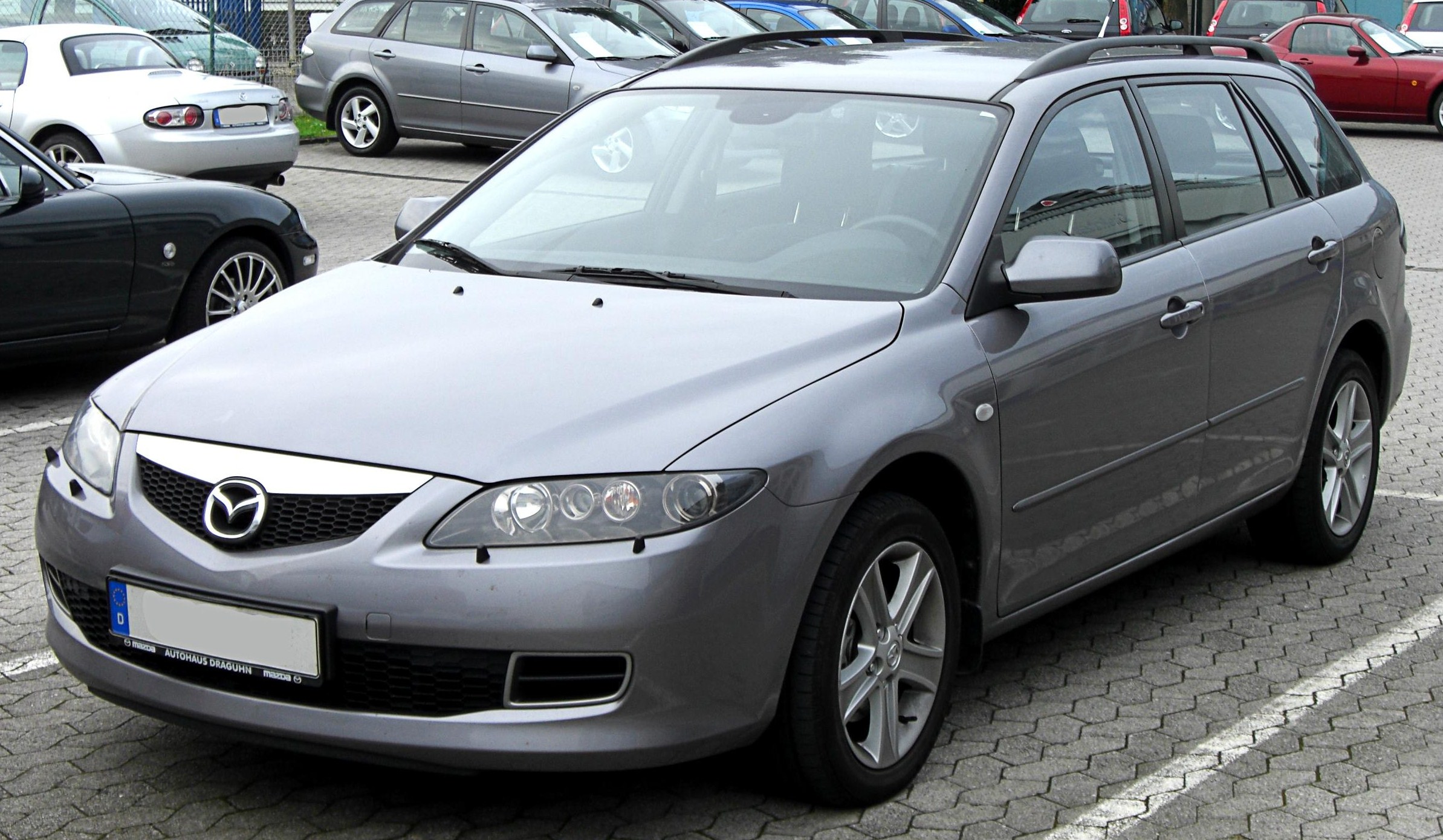
Mazda 6 I

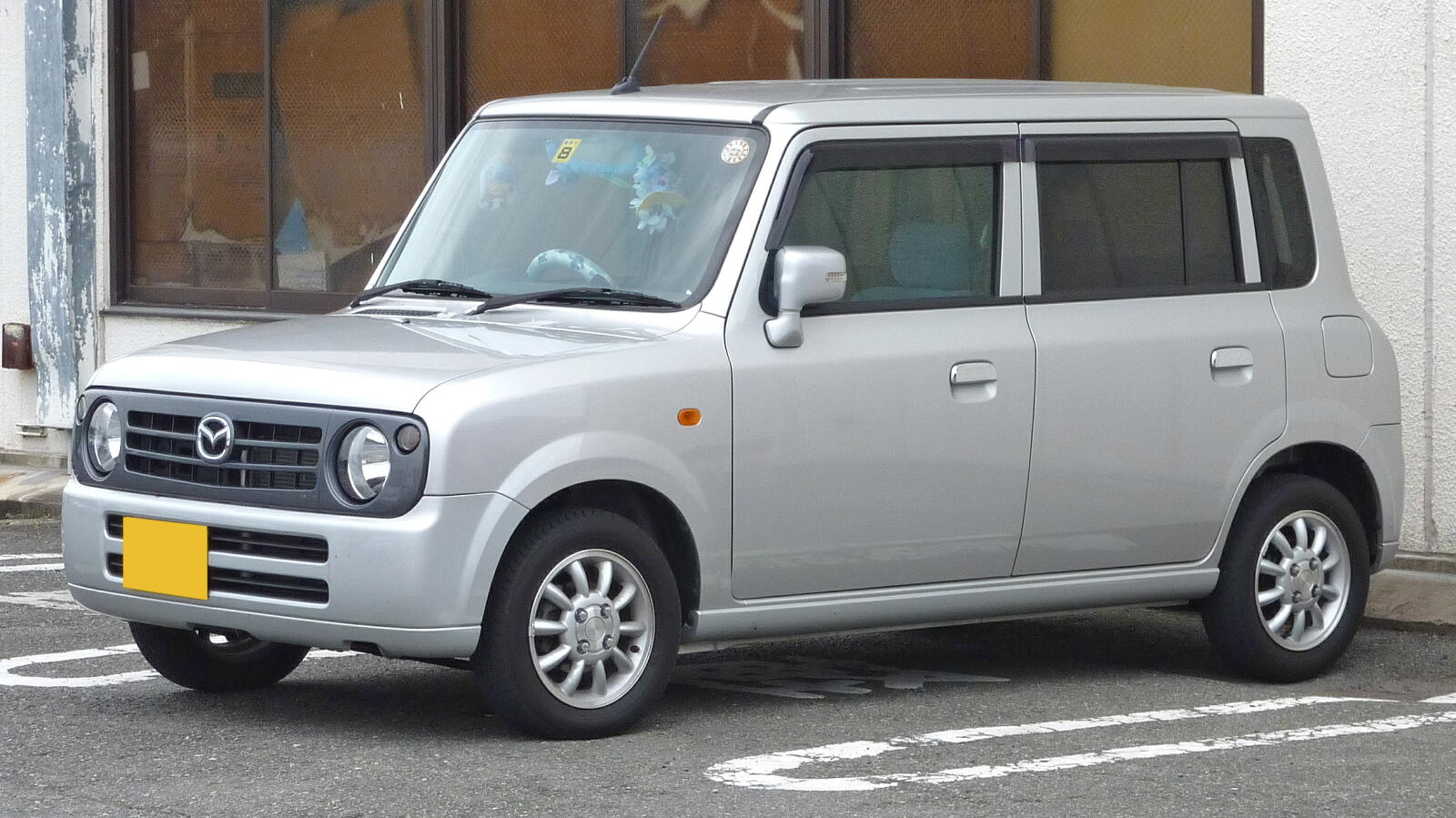
Mazda Spiano

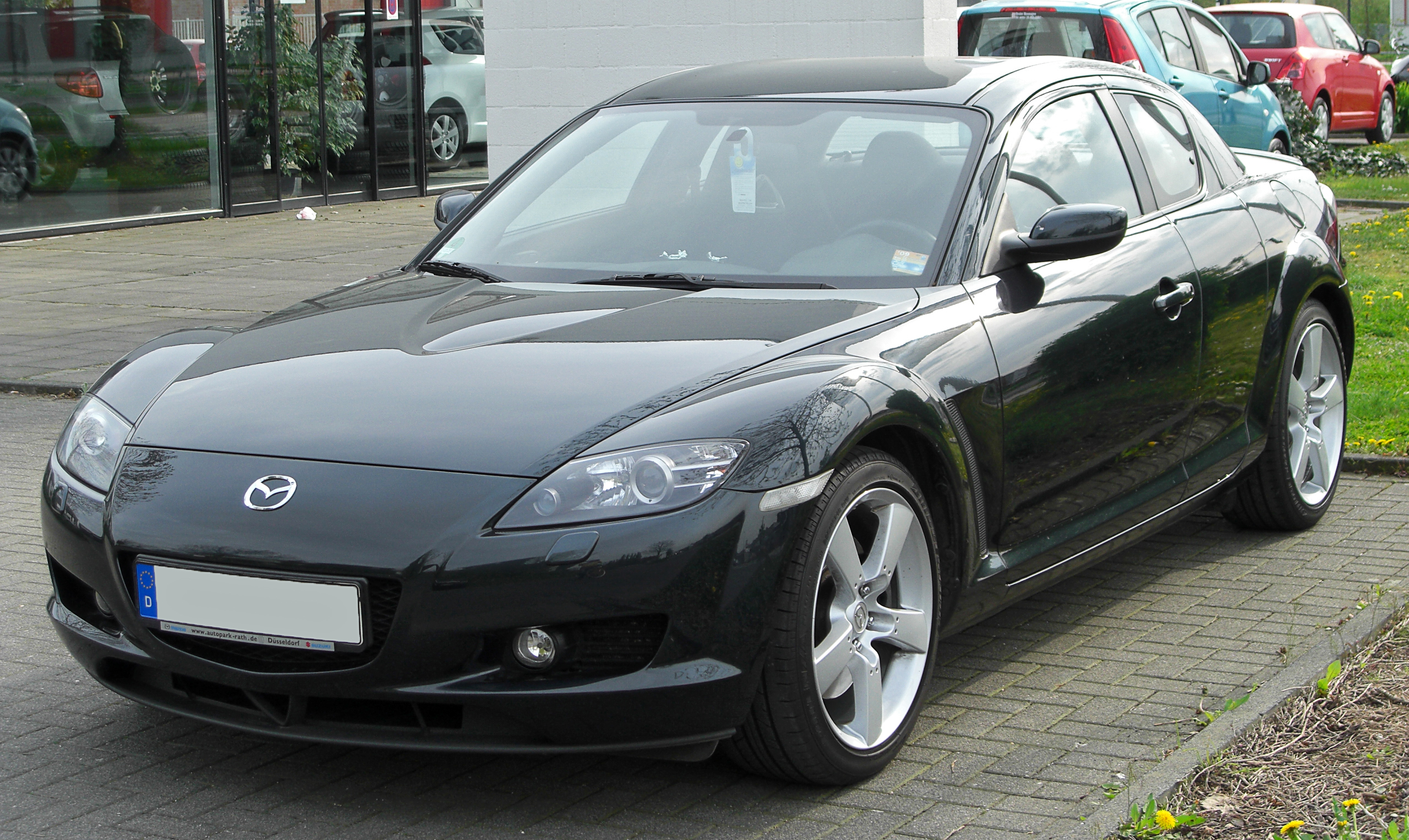
Mazda RX-8

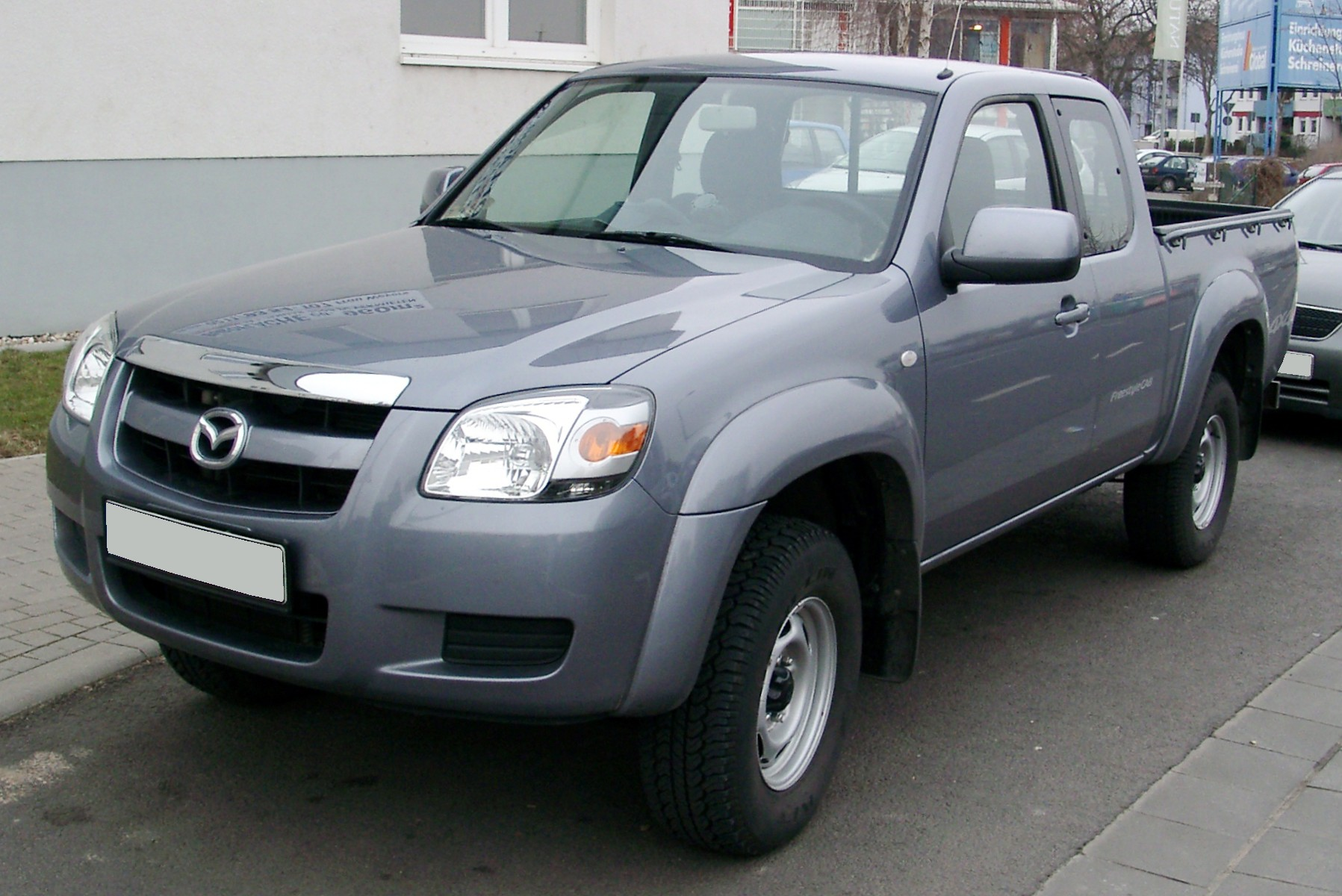
Mazda BT-50

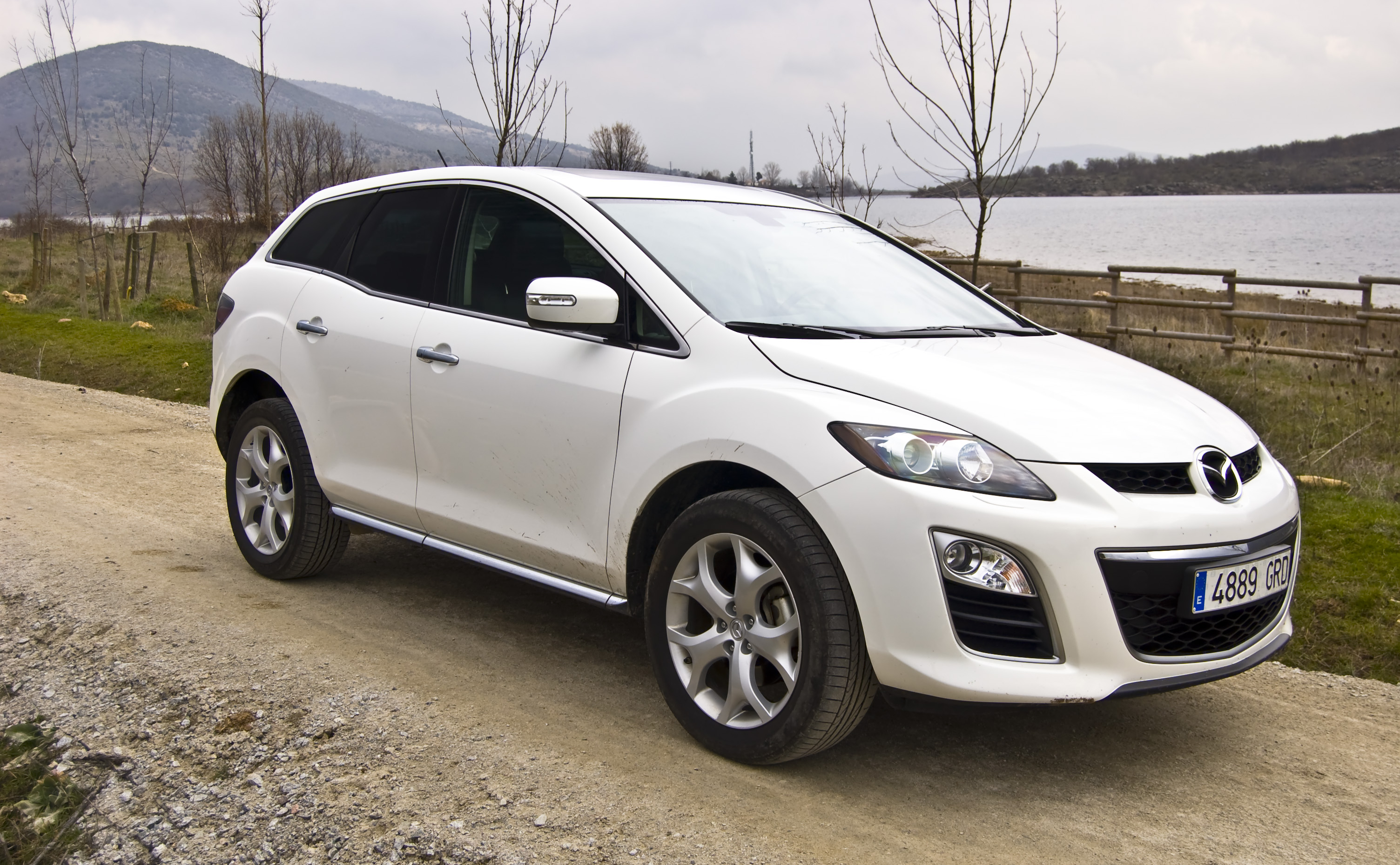
Mazda CX-7

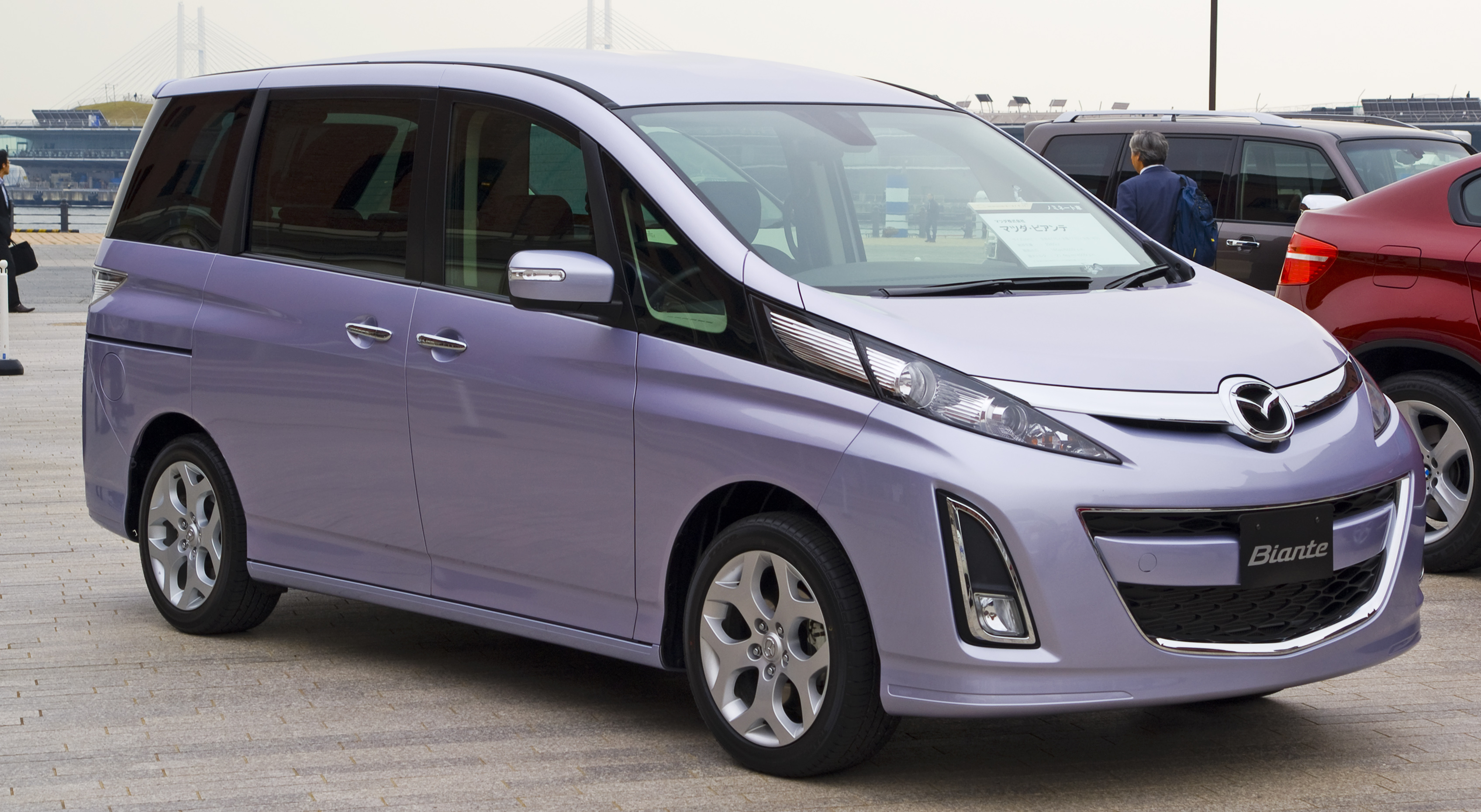
Mazda Biante

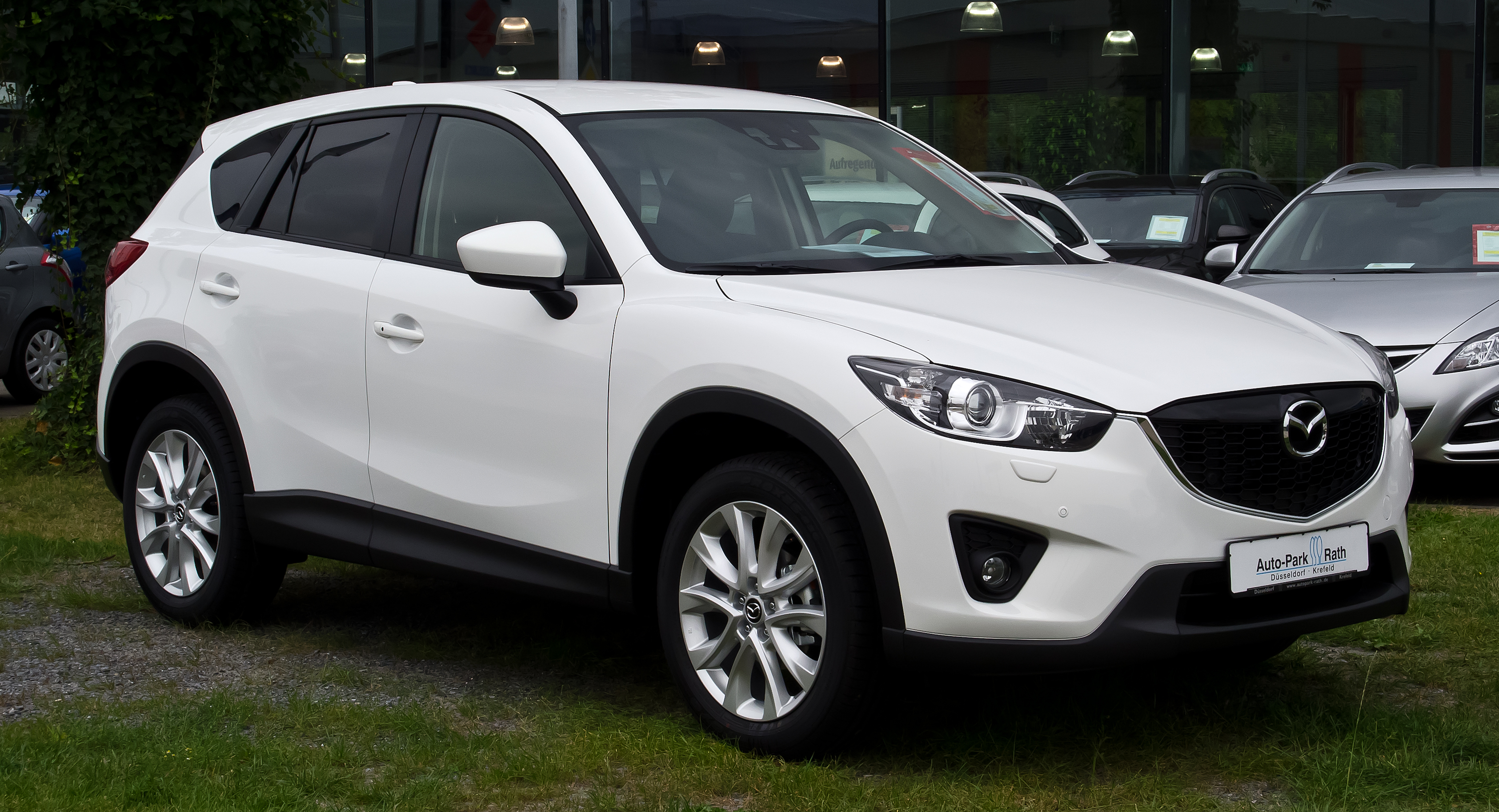
Mazda CX-5

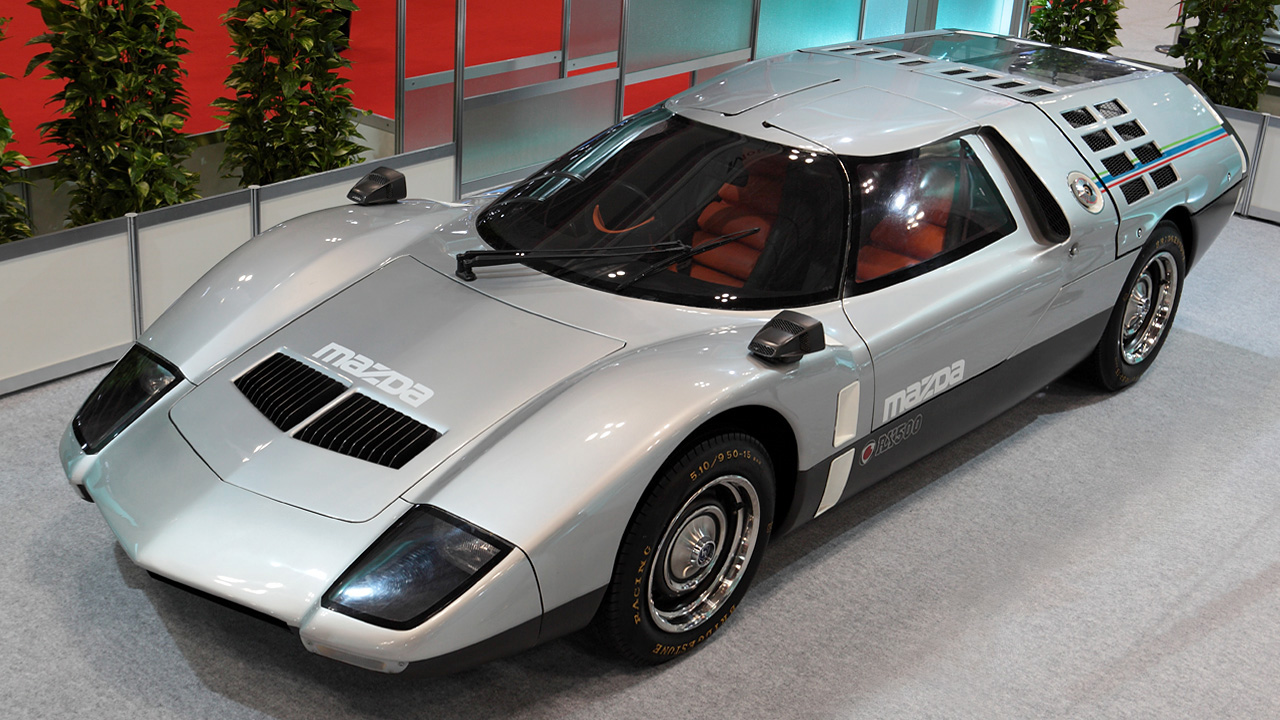
Mazda RX-500

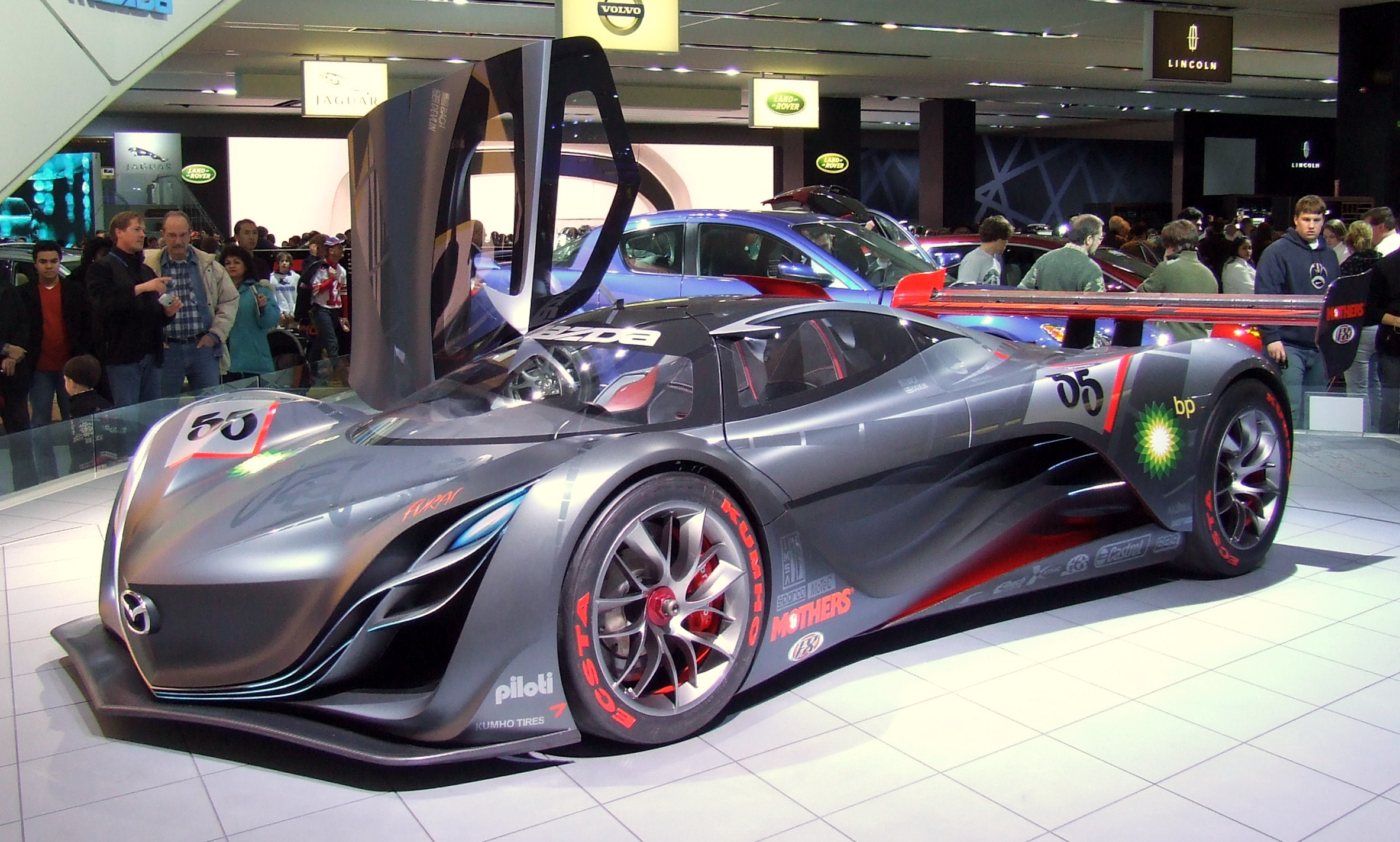
Mazda Furai

Filozofią marki jest hasło „zoom-zoom”, które towarzyszy firmie od 2002 roku, nawiązujące do przyjemności z jazdy. W 2007 roku Mazda postanowiła obniżyć spalanie w swoich samochodach (nawet o 30%) do roku 2015. Filozofia marki uległa delikatnej zmianie, obejmując dodatkowo dbałość o środowisko naturalne i przyjęła brzmienie: „zrównoważony zoom-zoom”.
W 2008 roku rozpoczęła działalność Mazda Motor Poland, czyli struktura japońskiego producenta na rynek Polski.

## Historia

### Początki
W 1920 roku w Hiroszimie Jujiro Matsuda wspólnie z grupą inwestorów założył firmę Toyo Cork Kogyo. Początki japońskiej firmy opierały się na produkcji obrabiarek. Ruszyły prace nad pierwszym pojazdem samochodowym firmy. Działania te przyczyniły się do zwiększenia specyfikacji produkcji z narzędzi także na samochody.
W 1931 roku rozpoczęła się produkcja pierwszych pojazdów. Były one małymi, trójkołowymi bagażówkami nazwanymi Mazda-go. Pojazdy te były połączeniem elementów zarówno motocykla, jak i samochodu. Pierwszy rok produkcji zakończono liczbą 66 egzemplarzy. Konstrukcja była tak udana, że zdecydowano się na eksport do Chin w kolejnych latach.

### Zmiana nazwy
W roku 1934 przedsiębiorstwo nieoficjalnie zmieniło nazwę z Toyo Kogyo na Mazda. Nazwa nawiązuje zarówno do nazwiska założyciela (od 1984 roku oficjalna japońska nazwa przedsiębiorstwa została dopasowana do marki i zmieniona na Matsuda) oraz do staroperskiego bóstwa Ahura-Mazdy. Wtedy ukazało się pierwsze logo Mazdy, a sama nazwa od tej chwili oznaczana była już na wszystkich pojazdach produkowanych przez spółkę.
W roku 1936 Mazda zmieniła swój wizerunek. Wdrożono wówczas nowy znak towarowy o nazwie Flying-M. Nawiązuje on do takich wartości jak zwinność, szybkość i wydajność, które według założyciela wzniosą markę na wyżyny.

### Pierwsze prototypy samochodów
Pierwsze prototypy samochodów osobowych zaczęły powstawać w 1940 roku, jednak z powodu II wojny światowej prace zostały wstrzymane. Ponadto w wyniku zrzucenia 6 sierpnia 1945 roku bomby atomowej na Hiroszimę przez Amerykanów uległa zniszczeniu blisko połowa fabryki. Dopiero po odbudowie udało się wznowić prace nad produkcją samochodów.

### Rozwój Mazdy
Szczególnie istotną datą dla przedsiębiorstwa był rok 1960, kiedy pokazano światu innowacyjny model samochodu osobowego o nazwie Mazda R360. Było to bardzo istotne wydarzenie i miało duże znaczenie, gdyż był to pierwszy model pojazdu osobowego (czterokołowego) zaprezentowanego przez japońską firmę. To pojazd typu coupé lekkiej konstrukcji, napędzany dwucylindrowym, chłodzonym powietrzem, silnikiem o pojemności 356 cm³. Była to wyjątkowo udana konstrukcja zwłaszcza dlatego, że samochód ten charakteryzował się bardzo niskim zużyciem paliwa na poziomie 3,1 litra na 100 km.
Niespełna rok później firma zdecydowała się negocjować zakup licencji od niemieckiej firmy NSU Motorenwerke AG i Feliksa Wankla, ponieważ Mazda zainteresowana była możliwością prowadzenia dalszych prac nad innowacyjnym silnikiem rotacyjnym, potocznie zwanym silnikiem Wankla. Od tego momentu w zakładach produkcyjnych kładziono duży nacisk na prace inżynierów nad tym silnikiem. Fakt ten wyróżnił firmę na tle innych japońskich producentów, którzy nie odważyli się na tak skomplikowane prace przy konstrukcji silników. Mazda stała się wtedy jedyną firmą, która produkowała trzy odmienne rodzaje silników: konwencjonalny tłokowy benzynowy, napędzany olejem napędowym i z wirującym tłokiem, o skomplikowanej konstrukcji.
W następnych latach przedsiębiorstwo wyprodukowało swój pierwszy samochód czterodrzwiowy o nadwoziu typu sedan pod nazwą Mazda Carol, jak również swój pierwszy kompaktowy pojazd typu pick-up, który zapoczątkował serię B.
W 1963 roku producent świętował liczbę 1 000 000 sztuk wyprodukowanych aut od początku istnienia firmy. Był to znak dla konkurencji, że Mazda poważnie podchodzi do produkcji i sprzedaży swoich samochodów. Dwa lata później zakończono budowę obiektu testowania samochodów o nazwie Miyoshi Proving Ground. Rok później zakończono także budowę nowego zakładu w Hiroszimie.
W roku 1967 na rynku pojawił się Cosmo Sports 110S, pierwszy samochód japońskiej firmy z silnikiem rotacyjnym pod maską. Zaskakiwał on śmiałą, bardzo atrakcyjną stylizacją i zaawansowaną technologią. Rok ten był gigantycznym krokiem do przodu dla japońskiego producenta, ponieważ właśnie wtedy zdecydowano o masowym eksporcie samochodów do Europy, a trzy lata później również do Stanów Zjednoczonych. Do planów produkcyjnych dołączono kolejne modele samochodów z silnikami Wankla, były to między innymi Familia R100, Savannah RX-3 oraz Capella RX-2. Ten ostatni był pierwszym samochodem z silnikiem rotacyjnym sprzedawanym w Ameryce Północnej. Zarówno Mazda RX-2, jak i RX-3 otrzymały przydomek „giant killers”, co podkreślało ich fenomenalne osiągi, porównywalne, a czasem wyższe, od o wiele większych silników z układem cylindrów V8.
Kryzys w 1970 roku spowodował, że koncern Ford Motor Company przejął 25% udziałów marki.
W roku 1971 osiągnięto zdolność produkcyjną samochodów z silnikami rotacyjnymi przekraczającą 200 000 sztuk rocznie. Wprowadzano w Stanach Zjednoczonych pierwszą ciężarówkę o nazwie Mazda Titan.

### Dalszy rozwój przedsiębiorstwa
Rok 1972 to kolejny sukces, ponieważ z taśm produkcyjnych zjechał egzemplarz z kolejnym numerem produkcyjnym 5 000 000. W następnym roku osiągnięto łączny eksport na poziomie 1 000 000 sztuk.
W 1975 roku przedsiębiorstwo oficjalnie przyjęła słowo mazda za swój znak handlowy i od tej pory używa go, zarówno na samochodach, akcesoriach, a z czasem też trafił on do internetu.
W roku 1978 przedsiębiorstwo przedstawiło model RX-7, który jest lekkim, stylowym coupé, które łączy wysoką jakość z doskonałymi osiągami, natychmiast podbijając świat i zwiększając sprzedaż samochodów z silnikami rotacyjnymi do poziomu 1 000 000 sztuk.
Swój debiut na rynku w roku 1980 miał także samochód kompaktowy Mazda Familia GLC (323), którego sprzedaż uratowała koncern przed katastrofalnymi skutkami kryzysu paliwowego. Kolejnym sukcesem w tym okresie było pojawienie się pojazdu Mazda Capella (626), jednego z najpopularniejszych modeli marki.
W latach 80. XX wieku rozpoczęła działalność Mazda (North America) Inc. oraz przedstawicielstwo Mazda Motor w Europie, aby pomóc w osiąganiu jeszcze lepszych wyników sprzedażowych na tych kontynentach. Było to w roku 1981. Dwa lata później powstało laboratorium badań aerodynamicznych w Hiroszimie.
W roku 1984 przedsiębiorstwo przyjęło nazwę Mazda Motor Corporation, a w kolejnym roku dotychczasowa łączna produkcja osiągnęła łącznie 10 000 000 pojazdów.
Rok 1987 przyniósł łączną sprzedaż na poziomie 20 000 000 sztuk. Dwa lata później przedsiębiorstwo zaprezentowało samochód Mazda MX-5, model stylistycznie agresywny, a jednocześnie klasyczny, który do dziś bije rekordy sprzedaży oraz przechodzi do historii jako najczęściej kupowany roadster na świecie.
Mazda została jedynym japońskim producentem, który odniósł zwycięstwo w prestiżowym 24-godzinnym wyścigu Le Mans za sprawą sportowego prototypu 787B, którego karoserię zrobiono z włókien węglowych

### Dbanie o naturalne środowisko
W roku 1992 firma przyjęła Kartę Środowiska Naturalnego Mazdy, jej celem jest jeszcze większe zaangażowanie marki w dbaniu o środowisko naturalne. Dwa lata później firma uzyskała jako pierwszy japoński producent samochodów certyfikat jakości ISO 9002. W roku 1996 miejsce tego certyfikatu zajęło ISO 9001, najwyższa norma jaką można było otrzymać.
W rok 2002 firma przyjęła nową filozofię nazywaną „zoom-zoom”.
Od początku XXI wieku na scenie motoryzacyjnej pojawia się wiele nowych modeli, takich jak Mazda 6, Mazda 2, Mazda RX-8, ten ostatni z silnikiem Wankla nazywanym Renesis. Silnik ten uzyskał tytuł silnika roku przez dwa lata z rzędu. Oprócz wprowadzenia nowych modeli samochodów firma zdecydowała się kontynuować produkcję roadstera o nazwie MX-5.
Rok 2007 to rok premier nowych generacji modeli Mazdy 2 i Mazdy 6. W tym roku firma przedstawiła również plan zmniejszenia zużycia paliwa w samochodach Mazdy nawet o 30% do 2015 roku – „zrównoważony zoom-zoom”.
W 2008 roku przedstawiono nową generację Mazdy 3, a Mazda 2 została nagrodzona tytułem „Światowego Samochodu Roku 2008”. W tym roku również powstała Mazda Motor Poland.
W 2009 roku koncern wprowadził unikatowy układ Mazda i-stop oraz zaprezentował nową generację zespołów napędowych – Sky Concept. Rozpoczęto również użyczanie klientom Mazdy 5 Premacy Hydrogen RE Hybrid, pierwszego na świecie pojazdu hybrydowego z silnikiem Wankla.
W 2010 roku, podczas salonu samochodowego w Genewie, Mazda zaprezentowała nową generację Mazdy 5. Zorganizowała też wyścig MX-5 Open Race dla uwieńczenia 20. rocznicy MX-5 w Europie.
W roku 2008 koncern otworzył w Warszawie swoje przedstawicielstwo, jako część struktury Mazda Motor Europe. Ruszyła też sieć 11 autoryzowanych salonów sprzedaży.

### Logo[5]
| Lata      | Logo | Opis |
| --------- | ---- | --- |
| 1934–1936 |      | Pierwsze zarejestrowane logo firmy, które pojawiło się na samochodach trzykołowych w 1936 roku. |
| 1936–1962 |      | Trzy góry reprezentujące Hiroszimę tworzą kształt skrzydeł, a zarazem potrójną literę „M” oznaczającą „Mazda Motor Manufacturer”.                                                                                          |
| 1962–1975 |      | Prezentacja logo zbiegła się z premierą Mazdy R360 |
| 1975–1991 |      | Logo z okazji 35-lecia istnienia przedsiębiorstwa |
| 1991–1992 |      | Forma symbolu ma odzwierciedlać skrzydła, słońce oraz krąg światła. |
| 1992–1997 |      | Lekka modyfikacja poprzedniego logotypu. |
| 1997–2008 |      | Logo przedstawia inicjał Mazdy – literę „M” z wyróżniającym się kształtem „V” symbolizującym skrzydła, które spółka rozkłada, przygotowując się do lotu w przyszłość. Logo odzwierciedla dążenie firmy do stałego rozwoju. |
| od 2008   |      | Nowe logo marki wiąże się z wdrażaniem przez Mazdę nowego wizerunku. |

## Modele samochodów

### Obecnie produkowane
- Mazda 2 (Mazda Demio)
- Mazda 3 (Mazda Axela)
- Mazda 6 (Mazda Atenza)
- Mazda AZ-Offroad
- Mazda Bongo
- Mazda BT-50
- Mazda Carol
- Mazda CX-4
- Mazda CX-5
- Mazda CX-30
- Mazda CX-50
- Mazda CX-60
- Mazda CX-70
- Mazda CX-80
- Mazda CX-90
- Mazda MPV (Mazda 8)
- Mazda MX-5 (Mazda Miata, Mazda Roadster)
- Mazda Scrum
- Mazda Spiano
- Mazda Titan
- Mazda Verisa

### Historyczne
- Mazda 110 S Cosmo
- Mazda 121
- Mazda 323
- Mazda 323 GTX
- Mazda 626
- Mazda 818
- Mazda 929
- Mazda Biante
- Mazda Capella
- Mazda Chantez
- Mazda CX-3
- Mazda CX-7
- Mazda CX-8
- Mazda CX-9
- Mazda E250
- Mazda Laputa
- Mazda MX-3
- Mazda MX-6
- Mazda Navajo
- Mazda Premacy
- Mazda RX-2
- Mazda RX-3
- Mazda RX-4
- Mazda RX-5
- Mazda RX-7
- Mazda RX-8
- Mazda Tribute
- Mazda Xedos 6
- Mazda Xedos 9 (Mazda Millenia)

### Koncepcyjne
- Mazda RX-500 (1970)
- Mazda HR-X (1991)
- Mazda RX-01 (1995)
- Mazda RX-Evolv (1999)
- Mazda Kusabi (2003)
- Mazda Ibuki (2003)
- Mazda Sassou (2005)
- Mazda Nagare (2006)
- Mazda Kabura (2006)
- Mazda Taiki (2007)
- Mazda Hakaze (2007)
- Mazda Ryuga (2007)
- Mazda Ferrari (2008)
- Mazda Kaan (2008)
- Mazda Kiyora (2008)
- Mazda Kazamai (2008)
- Mazda Furai (2008)
- Mazda RX-Z (2009)
- Mazda MX-5 Superlight (2009)
- Mazda Souga (2009)
- Mazda Shinari (2010)
- Mazda MX-0 (2010)
- Mazda Minagi (2011)
- Mazda Takeri (2011)
- Mazda Hazumi (2014)

## Zakłady Mazdy na świecie
Mazda posiada dwa główne zakłady produkcyjne w Hiroszimie i Hofu oraz 19 fabryk rozmieszczonych na całym świecie, między innymi w Ameryce Północnej, Chinach, Tajlandii, a także Afryce Południowej. Zakład Mazdy w Hiroszimie jest jednym z największych motoryzacyjnych kompleksów przemysłowych na świecie, wytwarzającym rocznie blisko 500 000 samochodów. Zdolności produkcyjne zakładu w Hofu są niewiele mniejsze, gdyż wynoszą około 400 000 sztuk rocznie. Działalność produkcyjna jest wspierana przez cztery ośrodki badawczo-rozwojowe mieszczą się one w: Japonii (Hiroszima), Ameryce Północnej (Irvine, Kalifornia), Europie (Oberursel, Niemcy) i Chinach (Szanghaj). Ich zadaniem jest konstruowanie samochodów w pełni odpowiadających zróżnicowanym wymogom rynków Mazdy.